# Georges Joseph Becker (peintre)
Pour les articles homonymes, voir Georges Becker, Georges Becker (peintre) et Becker.
Georges Joseph Becker,  né le 29 juin 1873 à Tours et mort le 11 mai 1959 à Mortagne-au-Perche, est un peintre paysagiste français.

## Biographie
À partir de 1909, il expose à diverses reprises au Salon des Indépendants, notamment les toiles suivantes :
- Elbeuf (route de la Londe) (1927)
- Le Château-Gaillard (Les Andelys) (1928)
- Pont-Marie (1929)
- Fin de jour (1929)